# 大亞歷山德里夫卡 (錫內利尼科韋區)
48°22′17″N 35°54′51″E / 48.37139°N 35.91417°E
大亞歷山德里夫卡（烏克蘭語：Великоолександрівка），是烏克蘭中部第聶伯羅彼得羅夫斯克州錫內利尼科韋區瓦西里基夫卡市镇的村落。處於沃夫恰河畔，始建於1776年，海拔高度71米，2001年人口2,057。